# Meyssac
Meyssac (okcitansko Maiçac) je naselje in občina v južnem francoskem departmaju Corrèze regije Limousin. Leta 1999 je naselje imelo 1.100 prebivalcev.

## Geografija
Kraj leži v pokrajini Limousin 20 km jugovzhodno od Brive-la-Gaillarda.

## Uprava
Meyssac je sedež istoimenskega kantona, v katerega so poleg njegove vključene še občine Branceilles, Chauffour-sur-Vell, Collonges-la-Rouge, Curemonte, Lagleygeolle, Ligneyrac, Lostanges, Marcillac-la-Croze, Noailhac, Saillac, Saint-Bazile-de-Meyssac, Saint-Julien-Maumont in Turenne s 4.673 prebivalci.
Kanton Meyssac je sestavni del okrožja Brive-la-Gaillarde.

## Zanimivosti
Celotno naselje je v celoti zgrajeno iz rdečega peščenjaka.
- cerkev sv. Vincenca iz 12., 15. in 16. stoletja, francoski zgodovinski spomenik.